# Königsstraße (Jordanien)

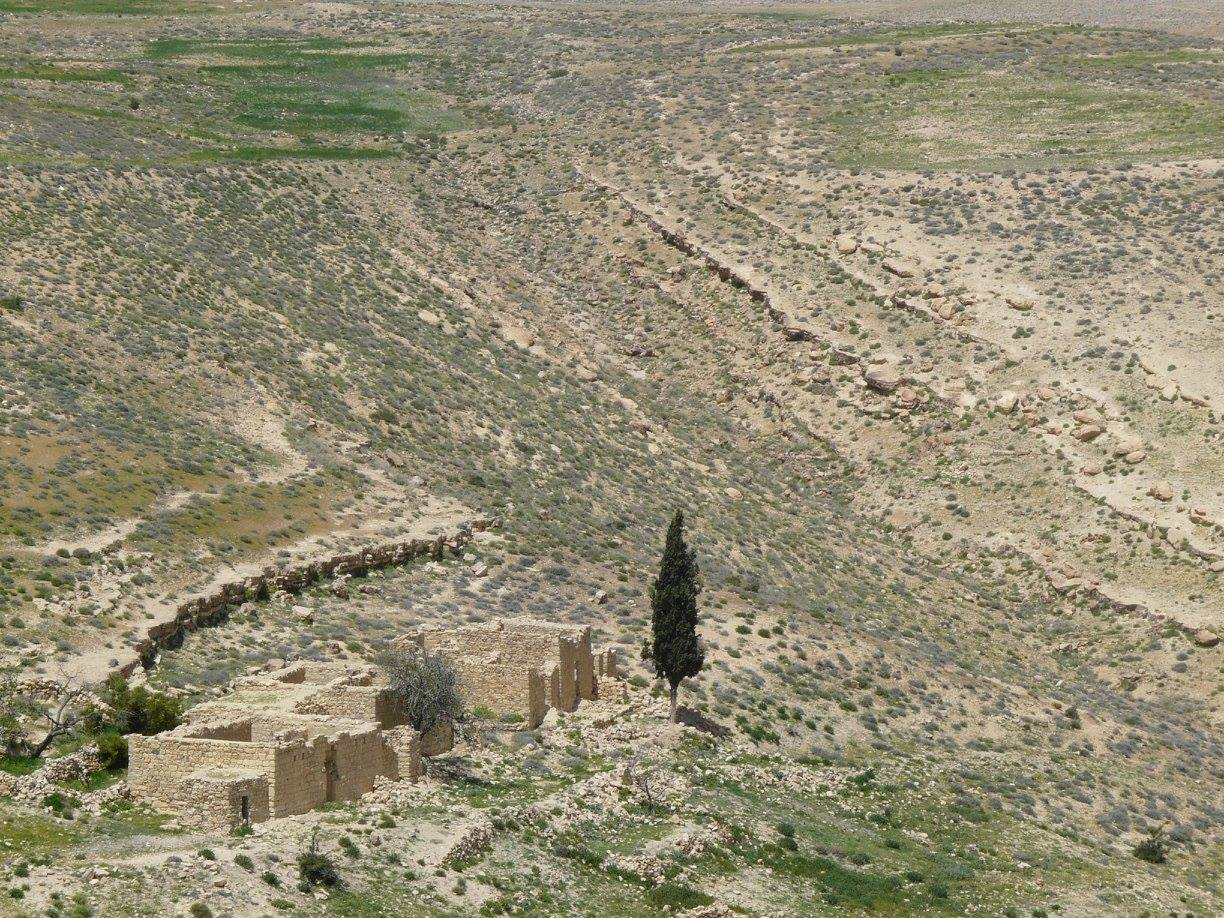
Landschaft an der Königsstraße, Jordanien.

Die Königsstraße ist eine historische Handelsroute von Nordsyrien bis zum Roten Meer. Der Höhenweg hatte sich bereits vor etwa 4000 Jahren herausgebildet. „Diese Karawanenstraße, die Palästina östlich umgeht, wurde zu allen Zeiten dem Weg durch das Jordantal vorgezogen.“ Auch der moderne Reisende, der auf der R 35 von Amman über Madaba und Karak Richtung Petra fährt, folgt dieser historischen Handelsroute.

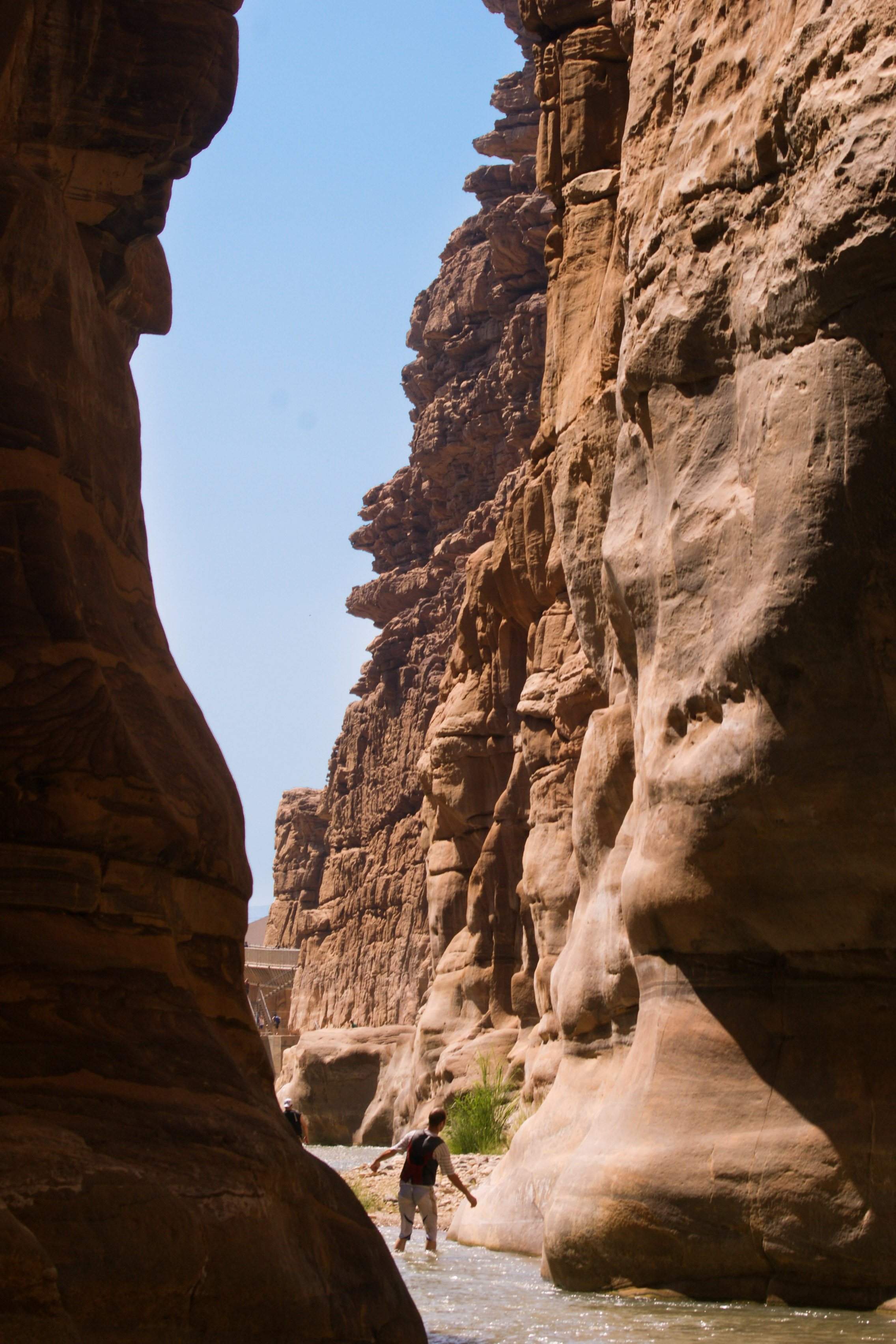
Reisende auf der Königsstraße mussten das Wadi Mudschib queren.

## Literarische Bezeugung
Die Mescha-Stele erwähnt den Ausbau der Königsstraße als eine der Leistungen des Königs von Moab: „Ich baute Aroër, ich schuf die Straße am Arnon.“ Die Königsstraße war eine Lebensader des Moabiterreichs. „Vermutlich ist dieser Zeit eine Karawanserei zuzuordnen, die bei Khirbet Arair freigelegt wurde und 50 × 50 Meter misst.“ Die Befestigung gerade dieses Straßenabschnitts war strategisch wichtig, denn das schroff abfallende Wadi Mudschib bildete eine natürliche Grenze. Das Kernland von Moab befand sich südlich des Wadi, aber die Könige von Moab beherrschten lange Zeit hindurch auch Gebiete weiter nördlich bis nach Madaba. Zwei Kastelle an diesem Punkt stammen aus nabatäischer und römischer Zeit.
Der Name „Königsstraße“ wird in der Bibel (4. Buch Mose 20, 17 und 21, 22) nicht erklärt, sondern als allgemein bekannt vorausgesetzt. Den Israeliten wird bei ihrem Weg ins Gelobte Land die Benutzung der Königsstraße von den Edomitern und Amoritern verweigert. Hier erfährt man, dass die Straße durch fruchtbares Land führte: es gab Felder, Weinberge und Brunnen. Das zeichnete sie gegenüber einer etwa 30 km weiter östlich verlaufenden parallelen Route durch die Wüste aus, welche kürzer, aber gefährlicher war.
Herodot erwähnt eine Königsstraße als Verbindung zwischen dem persischen Reich und dem Mittelmeer; die Karawanenstraße durch das heutige Jordanien war ein südlicher Zweig dieser großen Handelsroute.

## Ausbau zur Via Traiana Nova
Kaiser Trajan ließ von 111 bis 114 n. Chr. die 430 km lange Strecke, bis dahin nur ein von Geröll befreiter Pfad, zu einer römischen Straße ausbauen (Via Traiana Nova). Sie verband Damaskus und Bosra, die Städte der Dekapolis (Skythopolis, Pella, Gerasa, Philadelphia), die Nabatäerstadt Petra und den Golf von Aqaba. Die neue Fernstraße erleichterte den Warenaustausch zwischen Syrien und Palästina und der neuen römischen Provinz Arabien.

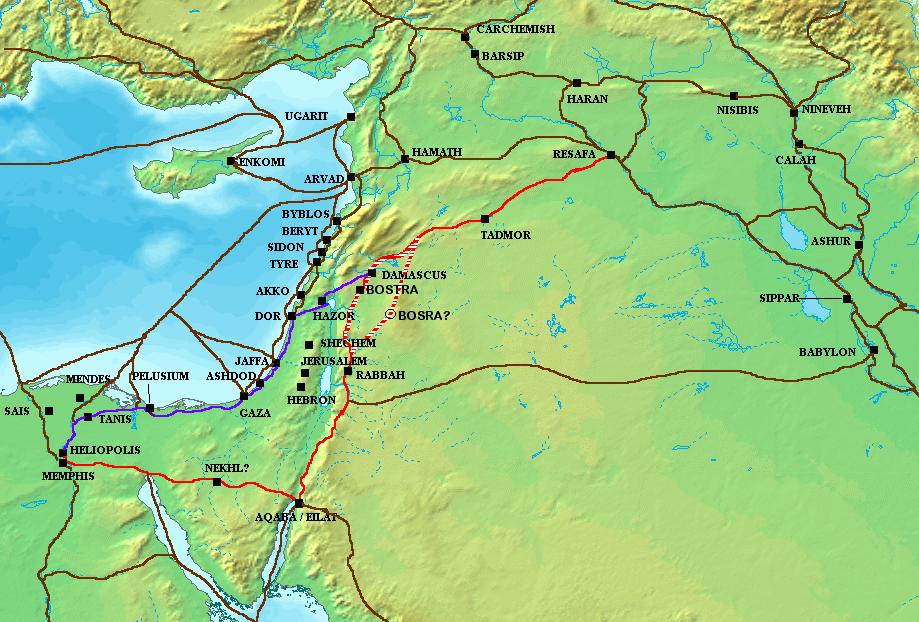
Die Via Maris (lila), der Königsstraße (rot) und andere alte levantinische Handelsrouten, um 1300 v. Chr.